# Családfaelmélet
A családfaelmélet a XIX. század második felében született nyelvrokonság-elmélet, melynek kidolgozója August Schleicher. Az elmélet a nyelvészet természettudományos megközelítésén alapszik.

## August Schleicher
August Schleicher (1821–1868) német származású nyelvész volt és a naturalista irányzat híve, aki a darwini fajelméletre alapozva kidolgozta a családfaelméletet a nyelvrokonsági kapcsolatok ábrázolására. Jelentősebb munkái: 1848 Összehasonlító nyelvészeti tanulmányok (Speachverleichende Untersuchungen); 1850 Nyelvészeti tanulmányok. Európa nyelveinek rendszeres áttekintése (Linguistische Untersuchungen. Die Sprache Europas in systematischer Übersicht); 1859 A német nyelv (Die deutsche Sprache); 1861–1862 Az indogermán nyelvek összehasonlító nyelvtanának a foglalata (Compendium der vergleichenden Grammatik der indogermanischen Sprachen).
Munkásságára nagy hatást gyakorolt a darwini fajelmélet, több munkájában (1859 A német nyelvben és 1861–1862 Az indogermán nyelvek összehasonlító nyelvtanának foglalatában) is megjelenik a nyelvtudományok és természettudományok közti kapcsolat felvetése. A családfaelmélet az 1863-ban kiadott A darwini fajelmélet és a nyelvtudomány (Die darwiniche Theorie und Sprachwissenschaft) című művében jelenik meg, melyben darwini alapok felől közelít a nyelvtudomány felé.

## Elméleti alapja a családfaelméletnek – darwini hatás
A családfaelmélet kidolgozásakor, mint ahogy Schleicher fő művének címében is megjelenik, nagy szerepe volt Charles Robert Darwin, angol származású természettudós, 1859-ben megjelent könyvének, A fajok eredetének (Origin of Species). A műnek 1860-ban jelent meg a német fordítása, ekkor találkozhatott vele Schleicher. Darwin elképzelései jelentős hatást gyakoroltak a korabeli gondolkodásra, már nála is megjelent annak a gondolata, hogy a nyelvtudomány természettudományos alapokon nyugszik. A fajok eredetében Darwin leírja, hogy a nyelvek és a fajok osztályzása ugyanazon az elven alapszik, az osztályzásnál pedig a fejlődésnek van meghatározó szerepe. Emellett Darwin elvetette a hasonlóságon alapuló osztályzását a különböző fajoknak, ez a nézet a nyelvekre is alkalmazható volt. Az előbb felsorolt megállapítások a nyelvvel kapcsolatban Darwinnál még csak analógiaként szerepeltek, addig Schleicher későbbi művében kimondja, hogy a nyelvtudományban természettudományos módszereket kell alkalmazni a vizsgálódáshoz.

### A családfaelmélet tartalma
August Schleicher fő művében (1863 A darwini fajelmélet és a nyelvtudományban) a nyelveket természeti organizmusoknak tekintette, melyek fejlődésére az emberi akarat nincs hatással. Ebből következik, hogy a nyelv egy természeti jelenség, nem pedig történeti. Abból indult ki Schleicher, hogy a nyelvet egy természeti szervezetnek tekintette, egyfajta fejlődési sort feltételezett. Ennek állomásai a következők: a nyelvek keletkezése, a nyelvek fejlődése és a nyelvek elhalása.
Schleicher úgy gondolta, hogy nem volt egy egységes ősnyelv, amit azzal magyarázott, hogy a ma létező nyelveket is több ősnyelvre lehet visszavezetni. (Korábban Európában az az elképzelés terjedt el, hogy a Biblia nyelve, a héber, lehetett a közös ősnyelv.) A különböző ősnyelvek változásának okát, az adott nyelvet beszélő közösség számbeli növekedésével és terjedésével magyarázta. Az egyes nyelvek különböző módon változtak, melynek okai: a nyelvhasználók eltérő életkörülményei és az őket érő különböző külső hatások. Az előbbi megállapításai szerint Schleicher arra jutott, hogy két rokon nyelv közti különbségek alapján meg lehet határozni, hogy a két nyelv mikor vált el egymástól. (Minél nagyobb a két nyelv között a különbség, annál régebben váltak el egymástól.) Az egyes nyelvcsaládok ősnyelvét alapnyelvnek nevezte Schleicher, ami egy valaha létezett, beszélt nyelv volt. A nem rokonnyelvek közti egyezéseket a német tudós a térbeli közelség és a nyelvi érintkezés egymásra gyakorolt hatásával indokolta.
Tehát Schleicher elmélete szerint a nyelvrokonság alapja a közös ősnyelvtől való származás. A nyelvek változása egy olyan folyamat eredményei, amit társadalmi, történeti és földrajzi jelenségek útján jöttek létre. Fontos tényezője ennek a változásnak a különböző nyelvek egymásra gyakorolt hatása. A nyelvi fejlődés két korszakát különítette el August Schleicher: a prehistorikust és a történetit. Utóbbit egy rövidebb időszaknak tekintette, ahol a nyelvek hanyatlásának folyamata zajlik. A prehistorikus korszakhoz pedig a nyelvek kialakulását és fejlődését kötötte, ebből adódóan ez egy hosszabb időintervallumot ölelt fel.

### August Schleicher elméletének hibái/tévedései[8]
August Schleicher korábban jegyzet megállapításait az indoeurópai nyelveket vizsgálva jutott, majd az így kapott eredményekből vont le általános következtetéseket a nyelvekre tévesen. Elméletének másik hibás eleme, hogy a különböző nyelvtípusokat (izoláló, agglutináló, flektáló) a nyelvi fejlődés három egymást követő szakaszának tekintette, amit a szavak jelentésének és nyelvtani viszonyainak egymáshoz fűződő kapcsolatából vezetett le. Emellett az is gondot jelent ebben az elképzelésben, hogy Schleicher nem számolt az átmenetekkel, úgy gondolta minden nyelv besorolható a korábban tárgyalt három csoport (izoláló, agglutináló, flektáló) egyikébe.
Az izoláló nyelveket Schleicher olyan gyökérnyelveknek tartotta, melyekben csak a jelentést fejezi ki a hangalak, a különböző nyelvtani viszonyokat pedig a szórend jelöli. (pl. kínai) Az agglutináló nyelveket átmenetnek tekintette a két szélsőséges fejlődési állomás között (izoláló és flektáló) Schleicher. Az agglutináló nyelvek esetén már mind a jelentés és a nyelvtani viszonyok kifejezésre kerülnek materiálisan is. Ezekben a nyelvekben a szavak szerkezete a könnyen tagolható alapszóra és a hozzá kapcsolódó viszonyítóelemekre bontható. (pl. magyar) A fejlődés legmagasabb pontjának pedig a flektáló nyelveket helyezte Schleicher, ahol a jelentés és a nyelvtani viszony tökéletes egységet alkotnak. Flektáló nyelvek esetén a nyelvtani viszonyok változásai a szótőben szereplő magánhangzók változásával járnak együtt vagy a különböző végződések felismerhetetlenségig összeolvadnak a szótővel.

## A családfaelmélet utóélete
August Schleicher családfaelméletének elterjedésében nagy szerepe volt Friedrich Max Müller (1823–1900), német nyelvésznek, akire szintén nagy hatást gyakorolt a darwinista naturalizmus. Schleicher neki köszönhette, hogy tételei általánossá váltak.
Azonban a családfaelmélet hiányosságai is hamar megmutatkoztak; Schleicher volt tanítványa, Johannes Friedrich Heinrich Schmidt (1843–1901) német származású nyelvész több helyen is rámutatott az elmélet hiányosságaira. 1871-ben Schmidt volt az, aki sajtó alá rendezte Schleicher Az indogermán nyelvek összehasonlító nyelvtanának foglalata című művének harmadik kiadását. Schmidt a családfaelmélettel ellentétben azon az állásponton volt, hogy a nyelveket nem lehet egymástól egyértelműen elválasztani, valamint elvetette Schleicher azt a nézetét, hogy a szétvált ágak között már nincs több összeköttetés. Johannes Schmidt későbbiekben ki is dolgozta saját nyelvrokonságelméletét, a hullámelméletet. Schmidt elméletének kidolgozását 1872-ben kiadott Az indogermán nyelvek rokonsági viszonyáról (Die Verwandschaftverhaltnisse der indogermanischen Sprachen) címmel megjelent munkája foglalja össze.
Végezetül még megemlítendő a XIX. század második felének nyelvrokonság elméletei közül Hugo Ernst Mario Schuchardt (1842–1927), német származású nyelvész, által kidolgozott szivárványelmélet. Schuchardt Schmidthez hasonlóan Schleichernek volt korábban a tanítványa és ő is korán felismerte a családfaelmélet hiányosságait.

## A családfa fogalmának kialakulása[13]
August Schleicher Darwin által megalkotott leszármazási ábráját használta fel az indoeurópai nyelvek rokonsági kapcsolatainak ábrázolására, így jött léte magának a nyelveknek a családfája. Emellett Schleicher nevéhez köthető több ma is használatos biológiai metaforák megalkotása a nyelvészetben, mint például a ’nyelvcsalád’, a ’rokonság’, a ’nyelvfejlődés’ vagy a ’nyelvi leszármazás’.